# Nematobola orthotricha
Nematobola orthotricha is een vlinder uit de familie van de stippelmotten (Yponomeutidae). De wetenschappelijke naam van de soort werd in 1892 gepubliceerd door Edward Meyrick.